# Vacalar
Vacalar is een plaats (freguesia) in de Portugese gemeente Armamar en telt 263 inwoners (2001).